# Marzano (Italia)
Marzano es un municipio italiano situado en la provincia de Pavía, en Lombardía. Tiene una población estimada, a fines de abril de 2023, de 1669 habitantes.

## Evolución demográfica
| Gráfica de evolución demográfica de Marzano entre 1861 y 2023 |
|                                                               |
| Fuente: ISTAT - Elaboración gráfica de Wikipedia              |